# Hamburgevons

7種類の書体による'Hamburgevons'

Hamburgevons、Hamburgefonstiv、Hamburgefonsは、欧文書体のデザインや外観を評価するために使われる短い意味のない単語（ダミーテキスト）である。欧文書体の特徴がすぐにわかるように、必要な形を全て含んでいる。書体デザインの際に最初にデザインされることが多い文字で構成されている。
この単語に含まれる文字には、通常の書体に見られる構成要素が全て含まれており、デザイナーが書体をデザインする際に有用である。また、書体の視覚的な読みやすさを判断するためのテストワードとしても便利である。書体のコンクールや展示会に提出する際には、この単語を使用するのが標準となっている。